# Piknic
Piknic è il dodicesimo album di Ivan Graziani, pubblicato nel 1986.

L'arrangiamento e la produzione furono affidati dall'allora BMG-Ariola (oggi BMG Ricordi) a Fabio Liberatori, ex tastierista degli Stadio il quale, in una recente intervista, ha dichiarato di aver adottato, d'accordo con Graziani e gli altri musicisti, una metodologia del tutto inusuale, montando un vero palco “live” nell’enorme studio della RCA Italiana. Il chitarrista suonò così la sua ritmica come in un album dal vivo, "con le sonorità degli amplificatori e del PA (la sigla sta per "Public Address" ed è un'amplificazione audio da sala, da concerto; in altre parole, si tratta degli impianti audio di potenza che si usano ai concerti)". 

Il cantante, che per formazione era diffidente verso i synths, diede a Liberatori molta fiducia ed ebbe così modo di inserire un po' di elettronica nell'album, cosa mai avvenuta in passato nei suoi dischi.

Piknic rimane una delle sue opere più particolari sebbene alcuni fans ebbero qualche difficoltà ad accettarlo, sentendosi un po’ spiazzati dagli arrangiamenti inusuali.

## Tracce
1. Sola – 2:31
2. Shame – 3:01
3. Ed è felicità – 3:28
4. La mia isola – 3:43
5. Zio gorilla – 3:27
6. Soffice – 3:20
7. Ho paura dei temporali – 3:10
8. Rosanna non sei tu – 4:20
9. Baby love – 3:59
10. Evviva Vivi' – 3:45

## Formazione
- Ivan Graziani – voce, chitarra
- Beppe Pippi – basso, cori
- Fabio Mariani – chitarra acustica, chitarra elettrica
- Maurizio Galli – basso
- Luciano Ciccaglioni – chitarra acustica, chitarra elettrica
- Pasqualino Venditto – batteria, cori
- Fabio Liberatori – tastiera, programmazione, pianoforte
- Susanna Cervelli, Isabella Sodani, Pierluigi Grandi, Fulvio Mancini – cori